# Ratnamala Savanur
Ratnamala Dhareshwar Savanur (seu sobrenome às vezes é pronunciado como Savanoor) (nascida em 1950) é uma política indiana anteriormente afiliada ao Janata Dal e agora filiada ao Janata Dal (Laico). Ela foi membra do 11º Parlamento Lok Sabha e serviu como Ministra de Estado para Planejamento e Implementação Indiano no ministério do ex primeiro-ministro IK Gujral.

## Biografia
Ratnamala nasceu em 3 de dezembro de 1950 no distrito de Belgaum de Karnataka, filha de Shri Gopalrao Masaji Pol. Ela é bacharel em direito por uma faculdade de direito em Kolhapur.

## Carreira
Savanur é ex-membra do Janata Dal. Durante as eleições gerais indianas de 1996, ela competiu com B. Shankaranand para o Congresso Nacional Indiano (INC) pela cadeira da zona de Chikkodi reservada para castas marcadas, derrotando-o por uma margem de 1.12.759 votos a mais. Shankaranand já havia vencido nesse distrito eleitoral por nove vezes seguidas. Savanur foi nomeada Ministra de Estado do Planejamento e Implementação no conselho de ministros do ex primeiro-ministro IK Gujral. No entanto, o Janata Dal apresentou outro candidato para a zona de Chikkodi durante as eleições gerais de 1998.
Savanur foi por um breve período membra da INC, antes de se juntar ao Janata Dal (Laico) em março de 2004. Antes das eleições para a Assembleia Legislativa de Karnataka em 2008, ela se juntou ao Partido Bharatiya Janata.

## Vida pessoal
Ela se casou com Dhareshwar Savanoor em 12 de maio de 1974 e tem duas filhas com ele.